# Houston Oilers 1994
La stagione 1994 degli Houston Oilers è stata la 25ª della franchigia nella National Football League, la 35ª complessiva 
Malgrado l’avere terminato la stagione precedente con un record di 12-4, il migliore della NFL, il proprietario Bud Adams mantenne la sua promessa di smantellare la squadra se questa  non avesse raggiunto il Super Bowl. Le due maggiori perdite per gli Oilers vennero dall’addio di Warren Moon, scambiato con i Minnesota Vikings e quello del coordinatore difensivo Buddy Ryan, assunto dagli Arizona Cardinals. Con Moon sostituito dalla riserva Cody Carlson e la difesa rimasta senza il suo leader, gli Oilers precipitarono in fondo alle classifiche. La squadra vinse solo una delle prime dieci gare, portando alle dimissioni del capo-allenatore Jack Pardee, sostituito dal coordinatore offensivo Jeff Fisher. L’annata si chiuse con un bilancio di 2–14. Le dieci gare vinte in meno rispetto alla stagione precedente furono il peggior risultato di sempre  (in seguito pareggiato dagli Houston Texans del 2013). 
Anche se gli Oilers terminarono col peggior record della NFL, non ricevettero la prima scelta assoluta nel Draft NFL 1995 a causa dei debutti delle nuove franchigie dei Carolina Panthers e dei Jacksonville Jaguars. Con la terza scelta selezionarono comunque Steve McNair che sarebbe diventato una delle colonne del club.

## Scelte nel Draft 1994
| Draft degli Oilers nel 1994 |        |                 |                  |               |
| Giro                        | Scelta | Giocatore       | Ruolo            | College       |
| 1                           | 26     | Henry Ford      | Defensive tackle | Arkansas      |
| 2                           | 60     | Jeremy Nunley   | Defensive end    | Alabama       |
| 3                           | 101    | Malcolm Floyd   | Wide receiver    | Fresno State  |
| 4                           | 119    | Mike Davis      | Cornerback       | Cincinnati    |
| 4                           | 129    | Sean Jackson    | Running back     | Florida State |
| 5                           | 157    | Roderick Lewis  | Tight end        | Arizona       |
| 5                           | 161    | Jim Reid        | Offensive tackle | Virginia      |
| 6                           | 187    | Lee Gissendaner | Wide receiver    | Northwestern  |
| 6                           | 194    | Barron Wortham  | Linebacker       | UTEP          |
| 7                           | 220    | Lemanski Hall   | Linebacker       | Alabama       |

## Calendario
| Stagione regolare |                        |                    |
| Turno             | Avversario             | Risultato          |
| 1                 | at Indianapolis Colts  | S 45–21            |
| 2                 | at Dallas Cowboys      | S 20–17            |
| 3                 | Buffalo Bills          | S 15–7             |
| 4                 | Cincinnati Bengals     | V 20–13            |
| 5                 | at Pittsburgh Steelers | S 30–14            |
| 6                 | Settimana di pausa     | Settimana di pausa |
| 7                 | Cleveland Browns       | S 11–8             |
| 8                 | at Philadelphia Eagles | S 21–6             |
| 9                 | at Los Angeles Raiders | S 17–14            |
| 10                | Pittsburgh Steelers    | S 9–12             |
| 11                | at Cincinnati Bengals  | S 34–31            |
| 12                | New York Giants        | S 13–10            |
| 13                | at Cleveland Browns    | S 34–10            |
| 14                | Arizona Cardinals      | S 30–12            |
| 15                | Seattle Seahawks       | S 16–14            |
| 16                | at Kansas City Chiefs  | S 31–9             |
| 17                | New York Jets          | V 24–10            |

## Classifiche
| AFC Central             | AFC Central | AFC Central | AFC Central | AFC Central | AFC Central | AFC Central | AFC Central |
|                         | V           | S           | P           | %           | PF          | PS          | STR.        |
| ----------------------- | ----------- | ----------- | ----------- | ----------- | ----------- | ----------- | ----------- |
| (1) Pittsburgh Steelers | 12          | 4           | 0           | .750        | 316         | 234         | S1          |
| (4) Cleveland Browns    | 11          | 5           | 0           | .688        | 340         | 204         | V1          |
| Cincinnati Bengals      | 3           | 13          | 0           | .188        | 276         | 406         | V1          |
| Houston Oilers          | 2           | 14          | 0           | .125        | 226         | 352         | V1          |